# Geul van de Roggenplaat
De Geul van de Roggenplaat is een betonde vaargeul in de Oosterschelde in de provincie Zeeland tussen de Roggenplaathaven (een voormalige werkhaven t.b.v. de Oosterscheldekering) aan de westkant en het Havenkanaal van Zierikzee aan de oostkant. De toegang voor vaartuigen tot het water in de buurt van de kering is verboden in verband met de sterke getijstroom. Bij Zierikzee sluit het vaarwater aan op de vaargeulen Roompot, de Hammen en de Overloop van Zierikzee.
Het water is zout en heeft een getij. De waterdiepte gaat van -20,5 tot -1,5 meter t.o.v. NAP. Noord van de Geul van de Roggenplaat ligt een droogvallende zandplaat de Roggenplaat.
Het vaarwater is te gebruiken voor schepen tot en met CEMT-klasse Va.
De Geul van de Roggenplaat is onderdeel van Nationaal Park Oosterschelde en valt binnen het Natura 2000-gebied Oosterschelde.